# Протести в Казахстані (2022)
Протести в Казахстані почалися 2 січня 2022 року в нафтодобувному місті Жанаозен після різкого підвищення цін на зріджений газ, що, за інформацією від уряду Казахстану, викликане високим попитом і фіксованими цінами. Унаслідок збільшення невдоволення владою та економічною нерівністю швидко поширилися й на інші містах, особливо в найбільшому місті країни Алмати. Президент Касим-Жомарт Токаєв у відповідь увів режим надзвичайного стану в Мангистауському районі та Алмати з 5 по 19 січня, та звільнив уряд. Під час протестів загинули понад 225 осіб, та понад 5тис. затримано.

## Передумови
Жанаозен, нафтовидобувне місто в Мангистауській області, зіткнулося із серією робітничих страйків і демонстрацій по всьому Казахстану. 2011 року, в день двадцятої річниці Незалежності Казахстану в місті почалися заворушення, внаслідок яких загинули 16 та було поранено 100 осіб, оскільки казахські поліціянти відкрили вогонь по демонстрантах, що вимагали покращення умов праці. За цей час ціна на зріджений нафтовий газ (LPG), пальне, яке в основному використовують для заправки транспорту в Жанаозені, становила 30-35 тенге і з того часу неодноразово зростала. За даними Eurasianet, сплеск викликало те, що в січні 2019 року розпочалася політика поетапного переходу казахського уряду до електронної ринкової торгівлі зрідженим газом, щоб поступово припинити державне субсидування вартості газу та дозволити ринку визначати ціни. У січні 2020 року в Жанаозені відбулася акція протесту, на якій жителі міста вимагали знизити ціну на газ, яка на той момент піднялася з 55 до 65 тенге.
З 1 січня 2022 року, за словами протестувальників у Жанаозені, ціна на LPG зросла майже вдвічі до 120 теньге (0,28 долара; ~ 8 гривень) за літр.

## Перебіг подій

### 2 січня
Уранці 2 січня жителі міста Жанаозен перекрили дороги на знак протесту проти підвищення цін на газ. Звідти демонстранти закликали акимів Мангистауської області Ногаєв Нурлан Аскарович та міста Максата Ібагарова, вжити заходів щодо стабілізації цін і запобігання дефіциту пального. Мешканців зустрів виконуючий обов'язки акіма Жанаозена Галим Байджанов, який порадив натовпу написати скаргу до міської адміністрації, в якій мітингувальники нагадали, що їхні скарги до цього нібито були проігноровані міською владою.
Президент Касим-Жомарт Токаєв у своїй відповіді на цю ситуацію у Twitter доручив уряду розглянути ситуацію в Жанаозені, «враховуючи економічну доцільність у правовому полі». Він також закликав демонстрантів не порушувати громадський порядок, нагадавши, що громадяни Казахстану мають право публічно висловлювати свій голос місцевій і центральній владі, та сказав, що «так має бути відповідно до закону».

### 3 січня
Сотні жителів м. Жанаозена, які вийшли протестувати в перший день, зібралися та вночі розташувалися на міській площі. До обіду приблизно 1000 людей вже були на площі, скандуючи та вимагаючи прямих виборів місцевих лідерів. До них почали приєднуватися інші жителі міста. Працівники міліції, стоячи біля периметра площі під час демонстрації, не втручалися. Аким Мангистауської області Нурлан Ногаєв і аким Жанаозену Максат Ібагаров, а також директор Казахського газопереробного заводу Накберген Тулепов намагалися заспокоїти протестувальників, прийшовши на площу і пообіцявши знизити ціни на газ до 85-90 тенге, що не задовольнило демонстрантів. Ногаєв та його супутники були змушені тікати з площі від розлюченого натовпу.

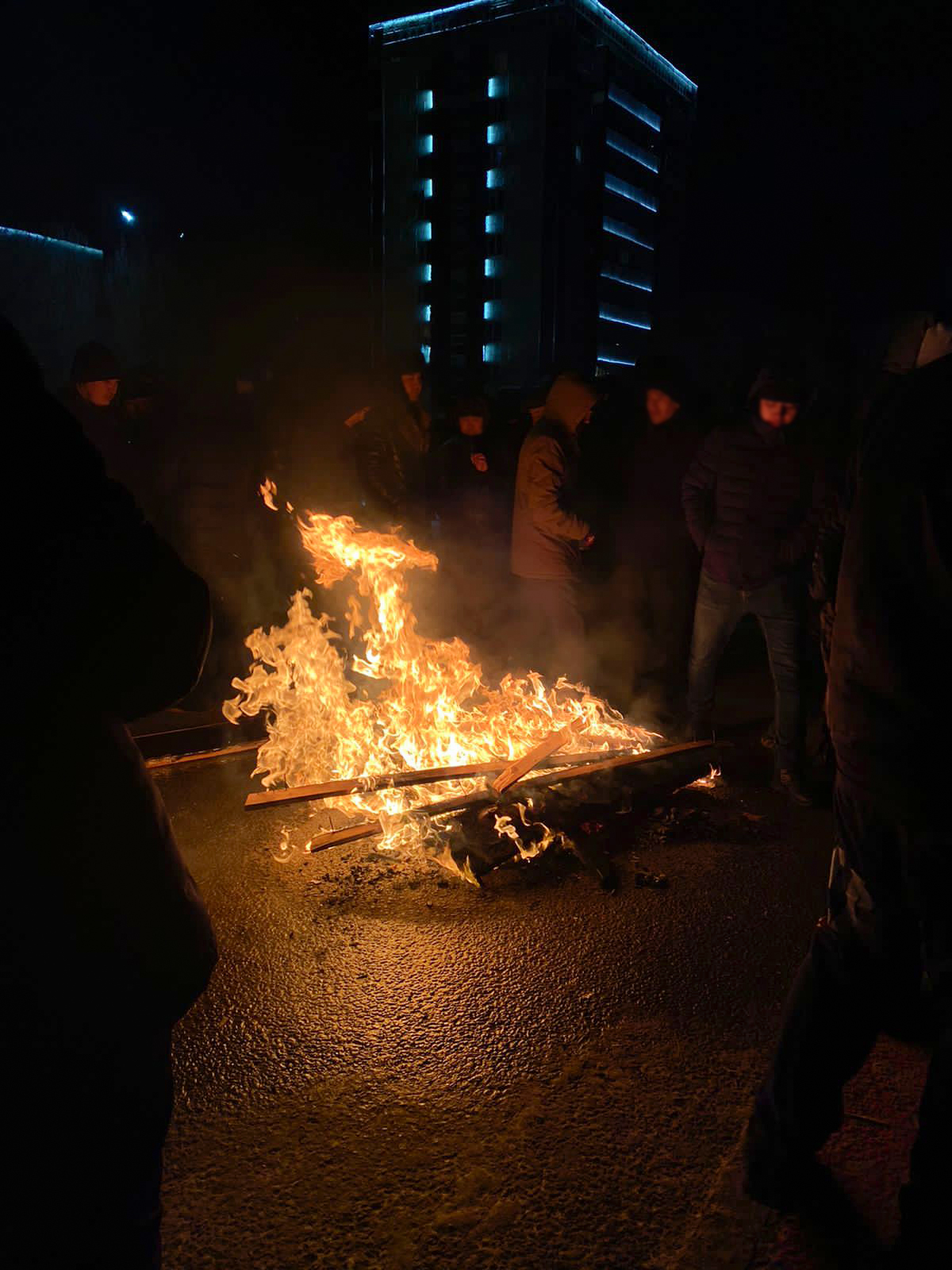
Демонстрація в Актобе, 4 січня 2022

В Актау група протестувальників з'явилася на площі Йнтимак перед будівлею міської адміністрації, встановивши намети та юрти. До вечора на площі було близько 6000 демонстрантів, які вимагали зниження ціни на газ, а також відставки уряду. До них приєдналися інші групи протестувальників, які, як повідомляється, приїхали із сусідніх регіонів і міст по всьому Казахстану. Нурлан Ногаєв відвідав мітинг, нагадавши натовпу, що уряд Казахстану знизив ціну на газ і що Агентство із захисту та розвитку конкуренції розпочало розслідування щодо власників АЗС за підозрою в змові щодо ціни. Ногаєв також закликав активістів у Актау підтримувати громадський порядок і запропонував їм вести конструктивний діалог з владою. Протестувальники скандують «Шал кет» (укр. «діду — йди»).

### 4 січня
4 січня, близько 1000 людей зібралися на акцію протесту в центрі Алмати. Правоохоронці застосували шумові гранати та сльозогінний газ, щоб розігнати демонстрантів. Президент Токаєв підписав укази про введення режиму надзвичайного стану в Мангистауському районі та Алмати з 5 січня 01:30 за місцевим часом до 19 січня 00:00 за місцевим часом. Режим надзвичайного стану, між іншим, передбачав запровадження комендантської години. За словами Токаєва, всі законні вимоги протестувальників розглянуть. Спеціальна комісія після зустрічі з протестувальниками погодилася знизити ціну на газ до 50 тенге (0,11 долара) за літр.

### 5 січня

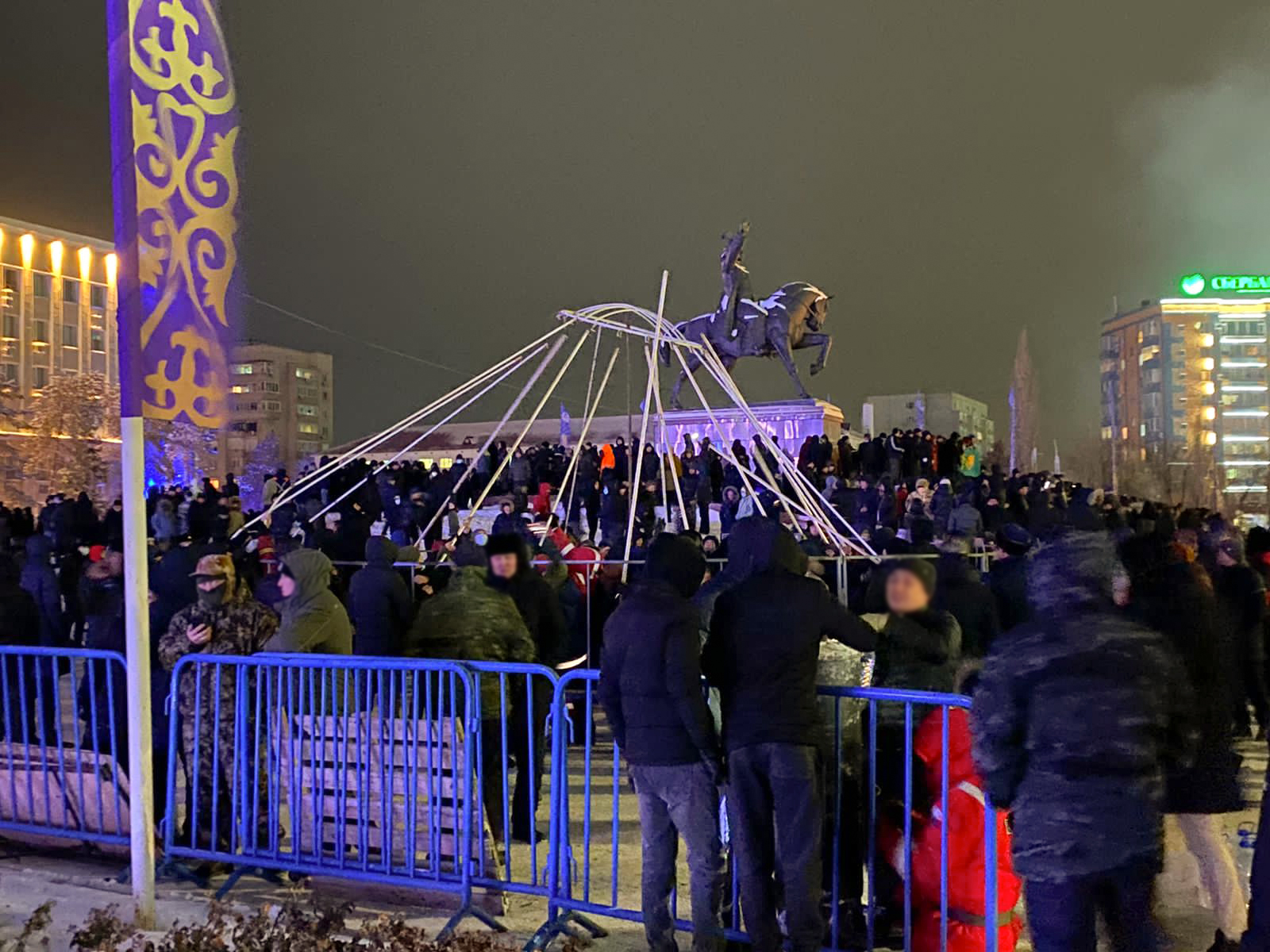
Протестувальники встановлюють юрту в Актобе, 4 січня 2022

У пресслужбі президента Казахстану повідомили, що «прем'єр-міністр Аскар Мамін подав прохання щодо відставки. Її прийняв глава держави». Виконуючим обов'язки прем'єр-міністра призначили Аліхана Смаїлова. Також президент держави зазначив, що відповідальність за високі ціни на газ лежить на попередньому урядові.
Протестувальники в Алмати захопили акимат (мерію), будівля якого в минулому була резиденцією президента. У приміщенні установи розпочалася пожежа. Також у місті загорівся бізнес-центр, в якому розміщений офіс провладної політичної партії «Нур Отан». За даними ЗМІ, протестувальники відкрили вогонь по силовиках, один міліціонер нібито постраждав. За офіційними даними, на протестах постраждали 200 осіб.
За даними моніторингового ресурсу NetBlocks, у Казахстані відімкнули Інтернет, деякі телеканали та ЗМІ припинили роботу.
Президент країни Касим-Жомарт Токаєв записав відеозвернення, у якому заявив, що колишній президент Нурсултан Назарбаєв покинув посаду голови Ради національної безпеки. За словами Токаєва, він замінить його на цій посаді.
Мітингувальники висунули вимоги до влади Казахстану, опублікувавши їх у телеграм-каналі «Протести Казахстан». До вимог входять: звільнення політв'язнів, відставка президента, уряду та парламенту, створення тимчасового уряду, який проведе нові прозорі вибори. Тимчасовий уряд, відповідно до вимог протестувальників, повинен провести політичні реформи, основою яких є дотримання цінностей демократії та прав людини, визнання років правління СРСР «злочином проти народів пострадянської імперії», засудження агресії Росії проти України та анексії Криму, вихід із СНД, ЄАЕС та інших союзів з Росією.

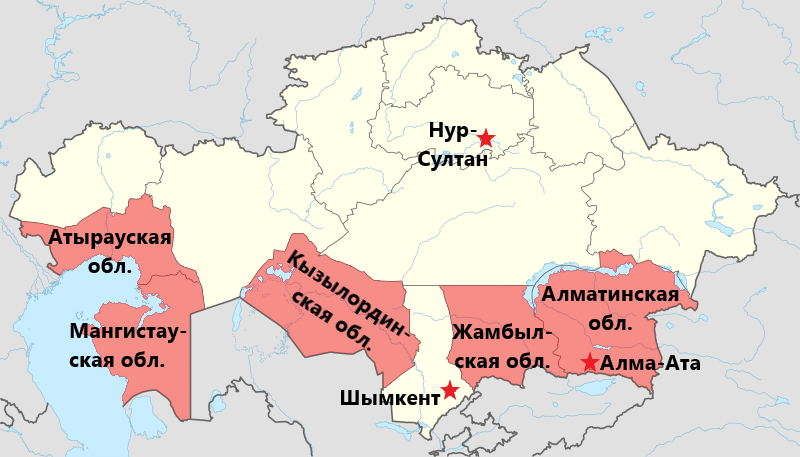
Червоним та зірочками позначено області та міста республіканського значення, де 5 січня 2022 року введено надзвичайний стан

У Талдикоргані знесли пам'ятник колишньому очільникові країни Нурсултанові Назарбаєву, встановлений 2016 року. Протестувальники захопили аеропорт Алмати, усі рейси було скасовано. Президент Казахстану звернувся до держав-членів Організації договору про колективну безпеку (ОДКБ) з метою надання допомоги у придушенні протестів, які він назвав «терористичною загрозою». Прем'єр-міністр Вірменії Нікол Пашинян заявив, що організація введе своїх «миротворців» до країни.

### 6 січня
Влада Казахстану ввела надзвичайний стан у всій країні. В Алмати розпочали антитерористичну операцію. Військові Казахстану зі спецтехнікою увійшли до міста задля придушення протестів. У місті пролунали декілька вибухів. У ході операції було відновлено контроль над адміністративними будівлями, аеропортом міста. Зранку в Нур-Султані почала діяти комендантська година, було посилено наряди поліції.
Офіційний представник Національного банку Казахстану Олжас Рамазанов заявив, що роботу всіх банків тимчасово зупинили. Також ввели обмеження на доступ до Інтернету: значні збої переросли у відключення національного зв'язку. Перші контингенти колективних сил ОДКБ прибули до Казахстану. Того ж дня було введено держрегулювання цін на газ і ключові товари терміном на 180 днів. З метою покарати протестувальників, президент Казахстану створив слідчу групу у складі представників Генпрокуратури, МВС, КНБ.
Вдень у центрі м. Алмати під час проведення «антитерористичної операції» військові відкрили вогонь по протестувальниках. У Кизилординській області також було оголошено про «антитерористичну операцію».

### 7 січня
Президент Казахстану Касим-Жомарт Токаєв віддав наказ силовикам відкривати вогонь без попередження по протестувальниках, про що повідомив у третьому зверненні до народу. Самих мітингарів він назвав «бандитами та терористами». Казахський бізнесмен і опозиціонер Мухтар Аблязов, що живе у Франції, оголосив себе лідером протестів. Також він назвав інтервенцію військ ОДКБ окупацією і закликав громадян Казахстану боротися з нею.
Токаєв заявив, що «конституційний порядок» відновлено у всіх регіонах країни, лише в Алмати за даними влади було затримано понад 3000 мітингарів та 26 вбито. У Нур-Султані було обмежено в'їзд і виїзд з 23:00 до 7:00. За даними глави казахського бюро «Радіо Азаттик» Касима Аманжола, цього дня в Алмати розстріляли десятки протестувальників. Під час обстрілу загинули троє дітей.

### 9 січня
Станом на цей день, за даними МВС Казахстану було затримано майже 6000 протестувальників. Відомого джазового музиканта з Киргизстану Вікрама Рузахунова затримали казахстанські силовики, а потім представлено ними як один із погромників та мародерів.

### 10 січня
Влада Казахстану повідомила, що ситуацію по всій країні взято під контроль. До СІЗО запроторено 7939 осіб, у країні оголошено жалобу за загиблими. Токаєв назвав протести спробою державного перевороту. Цього дня полковника Комітету національної безпеки Казахстану Азамата Ібраєва було знайдено мертвим у дворі власного будинку.

### 12 січня
В інформаційному центрі комендатури Алмати повідомили, що поліцейські протягом дня затримали 1,9 тис. осіб. У ході «антитерористичної операції» було зачищено житлові масиви Турксибського та Бостандицького районів.

### Подальший перебіг подій
16 січня 2022 року було скасовано назвичайний стан у Актюбинській області Казахстану.
18 січня 2022 року, Нурсултан Назарбаєв, вперше з початку протестів, виступив зі зверненням, в якому він заявив, що не залишав країни і запропонував підтримати Токаєва.
19 січня 2022 року, опівночі, режим надзвичайного стану, який діяв у Казахстані з 5 січня, був завершений. Зокрема, режим надзвичайного стану припинив діяти в Алмати, Нур-Султані, Жамбилській, Кизилордінській, Атирауській, Алматинській, Мангістауській областях. Раніше достроково режим НС було скасовано ще у 10-ти регіонах країни.

## Введення сил ОДКБ
У зв'язку із загостренням ситуації у Казахстані 5 січня президент Касим-Жомарт Токаєв попросив у Організації договору про колективну безпеку (ОДКБ), до якої входять Росія, Білорусь, Казахстан, Таджикистан, Киргизстан та Вірменія, допомоги у ліквідації «терористичної загрози». У відповідь прем'єр-міністр Вірменії Нікол Пашинян заявив, що ОДКБ введе «миротворців» до Казахстану. 6 січня передові підрозділи колективних сил ОДКБ прибули до Казахстану. Від РФ до складу увійшли підрозділи та військові частини Повітряно-десантних військ.
Таджикистан направив до Казахстану близько 200 військових, Вірменія — 70, натомість парламент Киргизстану не зміг зібрати кворум для розгляду відправки військових. Також про готовність надання «допомоги» заявили в Білорусі. Загалом у Казахстан було направлено 2030 військових та 250 одиниць техніки
19 січня 2022 року операція ОДКБ в Казахстані завершилася.

## Міжнародна реакція
5 січня 2022 року, МЗС РФ заявило, що сподівається на мирне розв'язання проблем у Казахстані та якнайшвидшу нормалізацію становища.
У ЄС 5 січня закликали владу Казахстану поважати право казахів на мирний протест.
Одна з лідерів білоруської опозиції Світлана Тихановська заявила, що вважає введення сил ОДКБ до Казахстану, в тому числі військових Білорусі, є «збройним втручанням у справи іншої держави». У Бішкеку, столиці Киргизстану, активісти вийшли на мирну акцію протесту проти введення киргизьких військових до Казахстану в рамках «миротворчої операції» ОДКБ.
7 січня 2022 року, Державний секретар США Ентоні Блінкен під час брифінгу заявив, що не варто порівнювати ситуації, що склалися в Казахстані через протести проти різкого підвищення цін на скраплений газ та на кордонах України через нарощування Росією військової присутності. «Я би не змішував ці ситуації. Є дуже конкретні чинники того, що зараз відбувається у Казахстані, які стосуються економічних і політичних питань. Те, що відбувається там, відрізняється від того, що відбувається на кордонах України. Я думаю, що один з уроків новітньої історії полягає в тому, що коли росіяни опинилися у вашому домі, іноді дуже важко змусити їх піти», — сказав він.
8 січня 2022 року, влада Німеччини вирішила припинити постачання продукції військового призначення до Казахстану на тлі протестних подій. Про це повідомив держсекретар Федерального міністерства економіки та захисту клімату Свен Гігольд.
10 січня 2022 року, Міністерство закордонних справ України вперше офіційно відреагувало на події в Казахстані. Про це повідомило агентство «Deutsche Welle» (Німеччина). «Засуджуємо насильство, яке спалахнуло у низці казахстанських міст та призвело до численних жертв. Висловлюємо співчуття у зв'язку із загибеллю казахстанців, з якими українців пов'язують багаторічні зв'язки дружби і взаємної поваги», — зазначено в повідомленні на офіційному сайті відомства.

## Втрати та постраждалі
6 січня 2022 року, повідомили про 18 загиблих та 750 поранених.
7 січня 2022 року, за повідомленнями МВС Казахстану, під час «зачистки» в найбільшому місті країни Алмати вбили 26 «озброєних злочинців» і ще 18 людей поранили, також у містах Алмати та Шимкенті поранили 216 військовослужбовців Нацгвардії.
9 січня 2022 року, міністерство охорони здоров'я Казахстану офіційно заявило про 164 вбитих серед протестуючих, серед них двоє дітей. 103 убито в Алмати, ще 21 особа загинула в Кизилординській області, 10 — у Жамбилській, 8 — в Алматинській, інші регіони — 22. 5 січня повідомляли про загибель 28 співробітників силових органів, 9 січня ці дані уточнили до 16 серед співробітників поліції, Нацгвардії та військових. Убитий режисер та музикант, «батько казахського хіп-хопу» Сакен Бітаєв.
Станом на 10 січня 2022 року, було повідомлено про 164 загиблих, серед них троє дітей.
15 січня 2022 року, Генпрокуратура Казахстану підрахувала кількість загиблих під час масових протестів. За останніми даними, під час мітингів загинули 225 осіб. Про це заявив начальник служби кримінального переслідування Генеральної прокуратури Серік Шабалаєв. Згідно з його слів, під час протестів загинули 206 мирних жителів та 19 силовиків. Крім того, 4578 осіб отримали травми, з них 4353 поранених. Однак більшість поранених, за підрахунками влади — силовики, їх нарахували 3393 осіб. У лікарнях перебувають 267 постраждалих, з яких 67 у реанімації.

## Вшанування пам'яті загиблих
13 лютого 2022 року, на вулиці Алмати вийшли сотні людей вшанувати пам'ять тих, хто загинув у протестах в січні 2022 року. Ті, хто прийшов на центральну площу міста висунули низку вимог до влади. Крім того, серед інших вимог – відставка президента Касима-Жомарта Токаєва.